# Denise Janzée
Denise Janzée (Rotterdam, 1966) is een Nederlands filmproducent en documentairemaker. Ze volgde een opleiding aan de Nederlandse Filmacademie. Als eindexamenopdracht maakte ze een film over de zelfmoord van haar vader, toen ze zelf zes jaar oud was.

## Familie
Janzée is de dochter van Willeke van Ammelrooy en Leendert Janzée. Omdat haar moeder later een relatie met Marco Bakker had, was hij haar stiefvader, vanaf dat Janzée een jaar of veertien was. Later maakte ze een film over hem, De weg terug. Ook over haar moeder maakte ze een documentaire.

## Filmografie
- Schadembaab[1]
- Mijn moeder, de actrice Willeke van Ammelrooy, 2008
- Marco: de weg terug[3]
- My name is Nobody, 2018[4]